# 前406年
| 千纪： | 前1千纪 |
| 世纪： | 前6世纪 \| 前5世纪 \| 前4世纪 |
| 年代： | 前430年代 \| 前420年代 \| 前410年代 \| 前400年代 \| 前390年代 \| 前380年代 \| 前370年代                                                                                   |
| 年份： | 前411年 \| 前410年 \| 前409年 \| 前408年 \| 前407年 \| 前406年 \| 前405年 \| 前404年 \| 前403年 \| 前402年 \| 前401年                                                     |
| 纪年： | 周威烈王二十年 魯穆公十年 齊宣公五十年 晉烈公十年 趙烈侯三年 魏文侯十九年 韓景侯三年 秦簡公九年 楚聲王二年 宋昭公六十三年 衛慎公九年 鄭繻公十七年 燕後簡公九年 越王翳五年 |

## 大事記
- 魏國主將樂羊滅亡中山國，魏文侯派太子擊為中山君，治理中山國境。
- 邾國改稱鄒國（今山東省鄒城市）。

## 出生
- 索福克里斯，古希腊三大悲剧大师

## 逝世
- 欧里庇得斯，古希腊三大悲剧大师
- 卡利克拉提达斯，斯巴达水军指挥官
- 斯拉苏卢斯，古雅典将军